# Gota freda

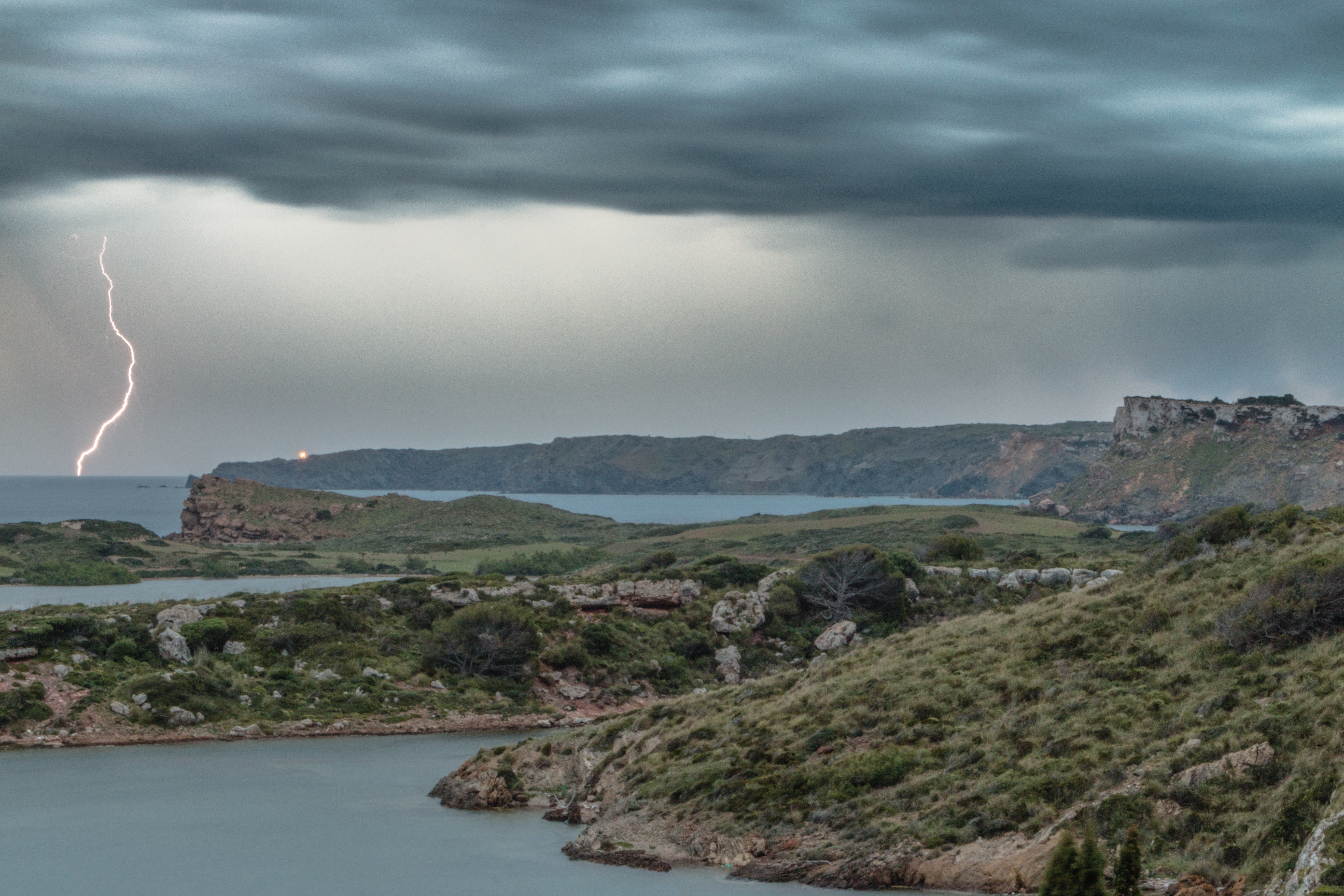
Una tempesta a Menorca el 2014.

La gota freda, més coneguda pels meteoròlegs com a DANA (depressió aïllada a nivells alts), és una pertorbació atmosfèrica extratropical no frontal que pot provocar precipitacions violentes i intenses durant unes hores o dies, acompanyada de vent, llamps i calamarsa. Afecta superfícies molt reduïdes i segueix trajectòries imprevisibles.
El seu origen està íntimament relacionat amb el corrent en jet o jet stream. Una trajectòria molt ondulada d'aquest pot produir l'estrangulació d'un tàlveg (procés cutting-off), quedant així aïllada una massa d'aire fred d'origen polar enmig d'aire d'origen tropical. La gota freda, que conserva el seu gir ciclònic, es converteix en una baixa pressió en altura, cosa que produïx inestabilitat i afavoreix la convecció. La gota freda serà més important com més gran sigui la temperatura del substrat, terra o mar, ja que el vapor d'aigua ascendeix sobtadament arrossegat per la inestabilitat i condensant-se, formant ràpidament núvols no gaire extensos però de més de 10 km en altura.
Encara que les gotes fredes són freqüents en la totalitat de les latituds mitjanes, adquireixen especial importància en els entorns mediterranis, càlids i en els quals el mar proporciona abundant humitat, considerant-se pel seu breu període de recurrència un tret característic del règim pluviomètric d'aquest clima. Aquestes pertorbacions són freqüents en la mediterrània occidental (península Ibèrica, sud de França, illes Pitiüses) en les estacions intermèdies, sobretot a la tardor, durant els mesos de setembre i octubre, encara que també poden aparèixer a l'estiu en la serralada Cantàbrica, però amb un caràcter més secundari respecte a les pertorbacions tradicionals polars.